# Svinjsko
Svinjsko je naselje v Občini Sevnica.